# Grand Prix Itálie 1955
Grand Prix Itálie (XXVI Gran Premio d'Italia) byla 7. závodem sezóny 1955, který se konal 11. září 1955 na okruhu Autodromo Nazionale Monza. V závodě zvítězil, potřetí v řadě, Juan Manuel Fangio na voze Mercedes. Poprvé se jelo na celé délce okruhu včetně klopených zatáček vysokorychlostního okruhu. Piero Taruffi druhým místem zajistil pro Mercedes 5. double v historii.
Scuderia Ferrari přijela na domácí Grand Prix Itálie se šesti vozy, se dvěma vozy Lancia D50 a Ferrari 555. Lancia po smrti Alberta Ascariho ukončila závodní činnost a dokumentaci vozu D50 předala Enzo Ferrarimu. Ale poté, co byly zrušeny Grand Prix Německa, která se měla konat před závodem v Monze, podzimní Grand Prix Švýcarska a Španělska, neměli piloti Ferrari šanci zasáhnout do boje o titul. Nejlépe postavení, Maurice Trintignant a Giuseppe Farina, ztráceli přes deset bodů na druhého Stirlinga Mosse. Pro Farinu navíc závod skončil po kvalifikaci, jeho vůz Lancia měl problémy s pneumatikami na nově vybudovaném oválu s klopenými zatáčkami. Ferrari se nakonec rozhodl do závodu z bezpečnostních důvodů oba vozy Lancia nenasadit. Mercedes přivezl čtyři vozy pro již jistého mistra světa Fangia, Mosse, Taruffiho a Klinga. Pro Mercedes to bylo poslední představení ve formuli 1, k velkému zklamání konstruktéra Neubauera. Záměr Mercedesu, připomenutí značky a propagační akce ke zvýšení odbytu vozů, byl však splněn.
Kvalifikace nejlépe vyšla stříbrným šípům, kteří obsadili kompletně první řadu v pořadí Juan Manuel Fangio, Stirling Moss, Karl Kling, druhá patřila domácím pilotům Farinovi a Castellottimu. Nejlépe odstartoval Fangio, který v závodě nedal nikomu šanci a krom jediného kola, vedl po celou dobu závodu. Tím kdo ho vystřídal ve vedení byl jeho týmový kolega Moss, kterého během závodu provázela smůla, nejprve v 19, kole musel do boxu s rozbitým sklem, poté ho potrápil motor, který jej vyřadil definitivně v 27. kole. Také další Mercedes s Klingem za volantem, postihl problém s převodovkou a tak reputaci Mercedesu zachraňoval Fangio a z devátého místa startující Piero Taruffi, jenž dokázal dojet na druhém místě. Až třetí místo zbylo na Ferrari, které za bouřlivého povzbuzování domácích tifosi dovezl do cíle Eugenio Castellotti. Juan Manuel Fangio jen potvrdil svůj třetí titul mistra světa.

## Kvalifikace
| Poř.   | No. | Jezdec                 | Konstruktér             | Čas    | Ztráta |
| ------ | --- | ---------------------- | ----------------------- | ------ | ------ |
| 1      | 18  | Juan Manuel Fangio     | Mercedes                | 2:46.5 | —      |
| 2      | 16  | Stirling Moss          | Mercedes                | 2:46.8 | +0.3   |
| 3      | 20  | Karl Kling             | Mercedes                | 2:48.3 | +1.8   |
| 4      | 4   | Eugenio Castellotti    | Ferrari                 | 2:49.6 | +3.1   |
| 5      | 2   | Nino Farina            | Lancia                  | 2:49.9 | +3.4   |
| 6      | 36  | Jean Behra             | Maserati                | 2:50.1 | +3.6   |
| 7      | 28  | Roberto Mieres         | Maserati                | 2:51.1 | +4.6   |
| 8      | 10  | Luigi Villoresi        | Lancia                  | 2:51.6 | +5.1   |
| 9      | 14  | Piero Taruffi          | Mercedes                | 2:51.8 | +5.3   |
| 10     | 30  | Luigi Musso            | Maserati                | 2:52.1 | +5.6   |
| 11     | 32  | Peter Collins          | Maserati                | 2:55.3 | +8.8   |
| 12     | 12  | Umberto Maglioli       | Ferrari                 | 2:55.4 | +8.9   |
| 13     | 42  | Harry Schell           | Vanwall                 | 2:55.5 | +9.0   |
| 14     | 6   | Mike Hawthorn          | Ferrari                 | 2:56.2 | +9.7   |
| 15     | 8   | Maurice Trintignant    | Ferrari                 | 2:56.3 | +9.8   |
| 16     | 34  | Carlos Menditeguy      | Maserati                | 2:58.4 | +11.9  |
| 17     | 44  | Ken Wharton            | Vanwall                 | 2:59.5 | +13.0  |
| 18     | 22  | Hermano da Silva Ramos | Gordini                 | 2:59.8 | +13.3  |
| 19     | 26  | Jacques Pollet         | Gordini                 | 2:59.9 | +13.4  |
| 20     | 40  | John Fitch             | Maserati                | 3:03.1 | +16.6  |
| 21     | 38  | Horace Gould           | Maserati                | 3:05.2 | +18.7  |
| 22     | 24  | Jean Lucas             | Gordini                 | 3:15.9 | +29.4  |
| DNS    | 46  | Luigi Piotti           | Arzani-Volpini-Maserati |        |        |
| Zdroj: |     |                        |                         |        |        |

## Závod
- 48. Grand Prix
- 17. vítězství Juana Manuela Fangia
- 9. vítězství pro Mercedes
- 19. vítězství pro Argentinu
- 3. vítězství pro vůz se startovním číslem 18

| Poř.   | No. | Jezdec                 | Konstruktér             | Počet kol | Čas/Odstoupení  | Pořadí na startu | Body |
| ------ | --- | ---------------------- | ----------------------- | --------- | --------------- | ---------------- | ---- |
| 1      | 18  | Juan Manuel Fangio     | Mercedes                | 50        | 2:25:04.4       | 1                | 8    |
| 2      | 14  | Piero Taruffi          | Mercedes                | 50        | +0.7            | 9                | 6    |
| 3      | 4   | Eugenio Castellotti    | Ferrari                 | 50        | +46.2           | 4                | 4    |
| 4      | 36  | Jean Behra             | Maserati                | 50        | +3:57.5         | 6                | 3    |
| 5      | 34  | Carlos Menditeguy      | Maserati                | 49        | +1 kolo         | 16               | 2    |
| 6      | 12  | Umberto Maglioli       | Ferrari                 | 49        | +1 kolo         | 12               |      |
| 7      | 28  | Roberto Mieres         | Maserati                | 48        | +2 kola         | 7                |      |
| 8      | 8   | Maurice Trintignant    | Ferrari                 | 47        | +3 kola         | 15               |      |
| 9      | 40  | John Fitch             | Maserati                | 46        | +4 kola         | 20               |      |
| 10     | 6   | Mike Hawthorn          | Ferrari                 | 38        | Převodovka      | 14               |      |
| Ret    | 20  | Karl Kling             | Mercedes                | 32        | Převodovka      | 3                |      |
| Ret    | 30  | Luigi Musso            | Maserati                | 31        | Převodovka      | 10               |      |
| Ret    | 38  | Horace Gould           | Maserati                | 31        | Zavěšení        | 21               |      |
| Ret    | 16  | Stirling Moss          | Mercedes                | 27        | Motor           | 2                | 1    |
| Ret    | 26  | Jacques Pollet         | Gordini                 | 26        | Motor           | 19               |      |
| Ret    | 22  | Hermano da Silva Ramos | Gordini                 | 23        | Palivový systém | 18               |      |
| Ret    | 32  | Peter Collins          | Maserati                | 22        | Zavěšení        | 11               |      |
| Ret    | 42  | Harry Schell           | Vanwall                 | 7         | Zavěšení        | 13               |      |
| Ret    | 24  | Jean Lucas             | Gordini                 | 7         | Motor           | 22               |      |
| Ret    | 44  | Ken Wharton            | Vanwall                 | 0         | Vstřikování     | 17               |      |
| DNS    | 2   | Nino Farina            | Lancia                  |           | Kolo            | 5                |      |
| DNS    | 10  | Luigi Villoresi        | Lancia                  |           | Kolo            | 8                |      |
| DNS    | 46  | Luigi Piotti           | Arzani-Volpini-Maserati |           | Motor           |                  |      |
| Zdroj: |     |                        |                         |           |                 |                  |      |

### Nejrychlejší kolo
Stirling Moss - Mercedes- 2:46.9
- 3. nejrychlejší kolo Felipe Massi
- 9. nejrychlejší kolo pro Mercedes
- 4. nejrychlejší kolo pro Velkou Británii
- 3. nejrychlejší kolo pro vůz se startovním číslem 16

### Vedení v závodě
| Kola          | km     | Jezdec             | %   |
| 1. – 7. kolo  | 70 km  | Juan Manuel Fangio | 14% |
| 8. kolo       | 10 km  | Stirling Moss      | 2%  |
| 9. – 50. kolo | 420 km | Juan Manuel Fangio | 84% |
| ------------- | ------ | ------------------ | --- |

### Zajímavosti
- v závodě debutovali Jean Lucas, Luigi Piotti
- V závodě se představily poprvé vozy Ferrari D50, Gordini T32, Arzani-Volpini Special
- Juan Manuel Fangio stanovil nový rekord 17 vítězství
- Juan Manuel Fangio stanovil nový rekord 18 pole positions
- Juan Manuel Fangio stanovil nový rekord 24 podium

| Pole position      | Vítězství          | Nej. kolo          |
| Argentina          | Argentina          | Spojené království |
| Juan Manuel Fangio | Juan Manuel Fangio | Stirling Moss      |
| Mercedes W196      | Mercedes W196      | Mercedes W196      |
| 2'46.5             | 2:25'04.4          | 2'46.9             |
| 216.216 km/h       | 206.792 km/h       | 215.698 km/h       |
| ------------------ | ------------------ | ------------------ |

## Průběžné pořadí po závodě

### Pohár jezdců
|        | Pořadí | Jezdec              | Body    |
| ------ | ------ | ------------------- | ------- |
|        | 1      | Juan Manuel Fangio  | 40 (41) |
|        | 2      | Stirling Moss       | 23      |
| 3      | 3      | Eugenio Castellotti | 12      |
| 1      | 4      | Maurice Trintignant | 11 1⁄3  |
| 1      | 5      | Nino Farina         | 10 1⁄3  |
| Zdroj: |        |                     |         |

| * | Stát           | Body |
| - | -------------- | ---- |
| 1 | Argentina      | 51   |
| 2 | Itálie         | 42,6 |
| 3 | USA            | 24   |
| 4 | Velká Británie | 23   |
| 5 | Francie        | 17,3 |
| 6 | Německo        | 6    |
| 7 | Belgie         | 3    |